# Nuoto ai campionati europei di nuoto 2014 - 100 metri rana maschili
La gara dei 100 metri rana maschili degli Europei 2014 si è svolta il 18-19 agosto. Le qualifiche per la semifinale si sono svolte la mattina del 18 agosto 2014, mentre la semifinale si è svolta la sera dello stesso giorno. La finale, invece, si è svolta la sera del 19 agosto 2014.

## Medaglie
| Posizione | Atleta           | Paese       |
| --------- | ---------------- | ----------- |
| Oro       | Adam Peaty       | Regno Unito |
| Argento   | Ross Murdoch     | Regno Unito |
| Bronzo    | Giedrius Titenis | Lituania    |

## Record
Prima della manifestazione il record del mondo (RM), il record europeo (EU) e il record dei campionati (RC) erano i seguenti.
| Record mondiale       | 58"46 | Cameron van der Burgh Sudafrica | 29 luglio 2012 Londra, Regno Unito |
| Record europeo        | 58"64 | Hugues Duboscq Francia          | 17 luglio 2009 Roma, Italia        |
| Record dei campionati | 59"20 | Alexander Dale Oen Norvegia     | 10 agosto 2010 Budapest, Ungheria  |

Durante la competizione sono stati migliorati i seguenti record:
| Data      | Evento        | Atleta     | Nazione     | Tempo | Record                |
| --------- | ------------- | ---------- | ----------- | ----- | --------------------- |
| 18 agosto | 2ª semifinale | Adam Peaty | Regno Unito | 58"68 | Record dei campionati |

## Risultati

### Batterie
| Pos. | Batteria | Corsia | Atleta                | Nazionalità          | Tempo   | Note |
| ---- | -------- | ------ | --------------------- | -------------------- | ------- | ---- |
| 1    | 6        | 4      | Adam Peaty            | Regno Unito          | 59"97   | Q    |
| 2    | 6        | 3      | Dániel Gyurta         | Ungheria             | 1'00"13 | Q    |
| 3    | 5        | 4      | Ross Murdoch          | Regno Unito          | 1'00"16 | Q    |
| 4    | 6        | 5      | Giedrius Titenis      | Lituania             | 1'00"48 | Q    |
| 5    | 6        | 1      | Andrew Willis         | Regno Unito          | 1'00"88 |      |
| 6    | 5        | 5      | Hendrik Feldwehr      | Germania             | 1'00"89 | Q    |
| 7    | 5        | 3      | Andrey Nikolaev       | Russia               | 1'00"90 | Q    |
| 8    | 5        | 6      | Grigory Falko         | Russia               | 1'00"93 | Q    |
| 9    | 6        | 6      | Giacomo Perez-Dortona | Francia              | 1'00"94 | Q    |
| 10   | 6        | 2      | Vsevolod Zanko        | Russia               | 1'01"06 |      |
| 11   | 5        | 1      | Tomáš Klobučník       | Slovacchia           | 1'01"12 | Q    |
| 12   | 4        | 4      | Damir Dugonjič        | Slovenia             | 1'01"40 | Q    |
| 13   | 5        | 2      | Laurent Carnol        | Lussemburgo          | 1'01"43 | Q    |
| 14   | 4        | 5      | Mattia Pesce          | Italia               | 1'01"44 | Q    |
| 15   | 4        | 6      | Anton Lobanov         | Russia               | 1'01"49 |      |
| 16   | 5        | 7      | Dmytro Oseledets      | Ucraina              | 1'01"59 | Q    |
| 17   | 4        | 3      | Andrea Toniato        | Italia               | 1'01"68 | Q    |
| 18   | 5        | 8      | Thomas Dahlia         | Francia              | 1'01"69 | Q    |
| 19   | 3        | 7      | Sverre Naess          | Norvegia             | 1'01"73 | Q    |
| 20   | 4        | 1      | Martti Aljand         | Estonia              | 1'01"75 |      |
| 20   | 6        | 7      | Čaba Silađi           | Serbia               | 1'01"75 |      |
| 22   | 4        | 7      | Luca Pizzini          | Italia               | 1'01"77 |      |
| 23   | 6        | 9      | Martin Allikvee       | Estonia              | 1'01"80 |      |
| 24   | 4        | 2      | Carlos Almeida        | Portogallo           | 1'02"02 |      |
| 25   | 3        | 5      | Erik Persson          | Svezia               | 1'02"05 |      |
| 26   | 2        | 3      | Yaron Shagalov        | Israele              | 1'02"07 |      |
| 27   | 3        | 8      | Martin Schweizer      | Svizzera             | 1'02"10 |      |
| 28   | 2        | 4      | Nicholas Quinn        | Irlanda              | 1'02"11 |      |
| 29   | 2        | 7      | Barry Murphy          | Irlanda              | 1'02"12 |      |
| 30   | 3        | 3      | Martin Liivamägi      | Estonia              | 1'02"20 |      |
| 31   | 4        | 8      | Eduardo Solaeche      | Spagna               | 1'02"27 |      |
| 32   | 3        | 2      | Melquíades Álvarez    | Spagna               | 1'02"30 |      |
| 33   | 6        | 8      | Bram Dekker           | Paesi Bassi          | 1'02"42 |      |
| 33   | 3        | 0      | Yannick Käser         | Svizzera             | 1'02"42 |      |
| 35   | 5        | 9      | Ioannis Karpouzlis    | Grecia               | 1'02"44 |      |
| 35   | 3        | 4      | Valeriy Dymo          | Ucraina              | 1'02"44 |      |
| 37   | 4        | 0      | Petr Bartůněk         | Rep. Ceca            | 1'02"48 |      |
| 38   | 6        | 0      | Quentin Coton         | Francia              | 1'02"62 |      |
| 39   | 3        | 1      | Matti Mattsson        | Finlandia            | 1'02"70 |      |
| 40   | 2        | 2      | Dan Sweeney           | Irlanda              | 1'02"79 |      |
| 41   | 3        | 9      | Gal Nevo              | Israele              | 1'02"82 |      |
| 42   | 3        | 6      | Igor Kozlovskij       | Lituania             | 1'02"93 |      |
| 43   | 1        | 5      | Jakub Maly            | Austria              | 1'03"11 |      |
| 44   | 4        | 9      | Eetu Karvonen         | Finlandia            | 1'03"20 |      |
| 45   | 2        | 5      | Nikolajs Maskalenko   | Lettonia             | 1'03"25 |      |
| 46   | 2        | 0      | Patrik Schwarzenbach  | Svizzera             | 1'03"40 |      |
| 47   | 2        | 9      | Filipp Provorkov      | Estonia              | 1'03"63 |      |
| 48   | 1        | 3      | Christoph Meier       | Liechtenstein        | 1'03"66 |      |
| 49   | 5        | 0      | Mikolaj Machnik       | Polonia              | 1'03"72 |      |
| 50   | 2        | 8      | Ari-Pekka Liukkonen   | Finlandia            | 1'03"98 |      |
| 51   | 2        | 1      | Marek Botík           | Slovacchia           | 1'04"05 |      |
| 52   | 2        | 6      | Antonin Svěcený       | Rep. Ceca            | 1'04"72 |      |
| 53   | 1        | 4      | Heiko Gigler          | Austria              | 1'04"75 |      |
| 54   | 1        | 6      | Ensar Hajder          | Bosnia ed Erzegovina | 1'06"13 |      |

### Semifinali

#### Semifinali 1
| Pos. | Corsia | Atleta                | Nazionalità | Tempo   | Note |
| ---- | ------ | --------------------- | ----------- | ------- | ---- |
| 1    | 5      | Giedrius Titenis      | Lituania    | 59"35   | Q    |
| 2    | 4      | Dániel Gyurta         | Ungheria    | 59"58   | Q    |
| 3    | 6      | Giacomo Perez-Dortona | Francia     | 1'00"51 | Q    |
| 4    | 2      | Damir Dugonjič        | Slovenia    | 1'00"87 | Q    |
| 5    | 3      | Andrey Nikolaev       | Russia      | 1'00"89 | Q    |
| 6    | 7      | Mattia Pesce          | Italia      | 1'01"01 |      |
| 7    | 1      | Andrea Toniato        | Italia      | 1'01"10 |      |
| 8    | 8      | Sverre Naess          | Norvegia    | 1'01"74 |      |

#### Semifinali 2
| Pos. | Corsia | Atleta           | Nazionalità | Tempo   | Note |
| ---- | ------ | ---------------- | ----------- | ------- | ---- |
| 1    | 4      | Adam Peaty       | Regno Unito | 58"68   | Q,   |
| 2    | 5      | Ross Murdoch     | Regno Unito | 59"33   | Q    |
| 3    | 3      | Hendrik Feldwehr | Germania    | 1'01"00 | Q    |
| 4    | 6      | Grigory Falko    | Russia      | 1'01"20 |      |
| 5    | 2      | Tomáš Klobučník  | Slovacchia  | 1'01"23 |      |
| 6    | 8      | Thomas Dahlia    | Francia     | 1'01"53 |      |
| 7    | 1      | Dmytro Oseledets | Ucraina     | 1'01"76 |      |
| 8    | 7      | Laurent Carnol   | Lussemburgo | 1'01"92 |      |

### Finale
| Pos. | Corsia | Atleta                | Nazionalità | Tempo   | Note |
| ---- | ------ | --------------------- | ----------- | ------- | ---- |
|      | 4      | Adam Peaty            | Regno Unito | 58"96   |      |
|      | 5      | Ross Murdoch          | Regno Unito | 59"43   |      |
|      | 3      | Giedrius Titenis      | Lituania    | 59"61   |      |
| 4    | 6      | Dániel Gyurta         | Ungheria    | 59"88   |      |
| 5    | 2      | Giacomo Perez-Dortona | Francia     | 1'00"38 |      |
| 6    | 1      | Andrey Nikolaev       | Russia      | 1'00"71 |      |
| 7    | 7      | Damir Dugonjič        | Slovenia    | 1'00"80 |      |
| 8    | 8      | Hendrik Feldwehr      | Germania    | 1'01"02 |      |